# Chamchen Chöje Shakya Yeshe

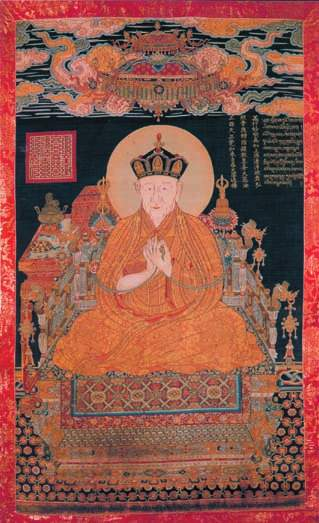
Thangka von Shakya Yeshe (Sammlung des Norbulingka-Palastes)

Chamchen Chöje Shakya Yeshe (tibet. བྱམས་ཆེན་ཆོས་རྗེ་ཤཱཀྱ་ཡེ་ཤེས Wylie: byams chen chos rje shAkya ye shes; * 1354; † 1435), war ein Lama der Gelug-Schule des tibetischen Buddhismus und Schüler Tsongkhapas. 1419 – im Todesjahr des Tsongkhapa – gründete er das Kloster Sera. Shakya Yeshe besuchte dreimal den Ming-Hof, zweimal stellvertretend für seinen Lehrer. 1434 erhielt er vom Ming-Kaiser Xuanzong den Ehrentitel „Dharmakönig der Großen Barmherzigkeit“.